# Aquiles Serdán (métro de Mexico)
Aquiles Serdán est une station de la Ligne 7 du métro de Mexico. Elle est située au nord de Mexico, dans la délégation Azcapotzalco.

## La station
La station ouverte en 1988, a été nommée d'après l'avenue Aquiles Serdán. Le logo de la station représente un buste de ce personnage de la Révolution mexicaine.